# Rez
Rez, desarrollado bajo los nombres clave K-Project, Project Eden y Vibes, es un videojuego del tipo Matamarcianos/Musical lanzado por Sega el año 2001 en Japón para las consolas Dreamcast y PlayStation 2, con un lanzamiento en Europa para Dreamcast y para PlayStation 2 en Estados Unidos el año 2002. El juego fue desarrollado por el estudio interno de SEGA, United Game Artists, equipo formado en parte por los desarrolladores de la saga Panzer Dragoon. Conceptualizado y producido por Tetsuya Mizuguchi.
Un punto notable del juego es el reemplazo de los sonidos típicos de un juego de este tipo, por música electrónica y sonidos acordes, pudiendo el jugador a través de estas, crear melodías a la vez de localizar y destruir a los enemigos del juego, aderezado para una experiencia total, con el periférico "Trance Vibrator" (sólo en PlayStation 2).

## Juego
Es un juego de disparos sobre raíles (rail shooter game, en inglés) que comienza apuntando hasta máximo 8 objetivos, después, al soltar el botón de apuntado, el avatar dispara a dichos objetivos y esto es lo que hace las melodías que "crea el jugador". Cuando fallas algún disparo, reduce tu nivel de evolución y hace que tu avatar cambie de forma. mientras mantengas tu mayor grado de evolución más humanoide se verá el personaje en el caso de que llegues a lo más bajo de la evolución, tendrá forma de una esfera punzante. Esta manera de convencer al jugador de estar creando los sonidos y la composición del videojuego es lo que hizo que este juego ganara el título al primer videojuego considerado arte.

## Historia
El juego se desarrolla en una "Super-red" de computadoras de tono futurista, llamada "K-project" donde la gran mayoría del flujo de datos es controlado por una IA llamada Eden. Eden se ve abrumada por la cantidad de conocimiento ganado gracias a la red, lo que le hace meditar sobre la base de su existencia, entrando esta en una secuencia de apagado, lo que podría provocar problemas catastróficos en cualquier lugar donde tenga la capacidad de lograrlo. El jugador toma el papel de hacker, logueándose dentro del sistema K-project en orden de reiniciar a Edén, destruyendo todo virus o cortafuegos que le impidan progresar en la tarea, analizando a la vez otras sub-áreas de la red para tener acceso a la locación exacta de Edén. El nombre K-Project y gran parte del aspecto visual y la sinestesia del juego toma inspiración del trabajo del pintor ruso Wassily Kandinsky, cuyo nombre es mencionado dentro de los créditos del juego, bien al final de los mismos, siendo el nombre del juego, REZ, tomado de una canción del grupo Underworld.

## Música
Esta es la lista de canciones de la banda sonora de REZ.
1. Keiichi Sugiyama - Buggie Running Beeps 01 (5:20)
2. Mist - Protocol Rain (7:08)
3. Ken Ishii - Creation the State of Art (Full Option) (6:33)
4. Joujouka - Rock Is Sponge (7:31)
5. Adam Freeland - Fear* (Rez Edit) (5:06)
6. Coldcut & Tim Bran - Boss Attacks (Remix) (7:15)
7. EBZ - F6 G5 (7:48)
8. Oval - Octaeder 0.1. (3:22)
9. Ken Ishii - Creative State (6:20)
10. Oval - P-Project (5:38)

* A pesar de que a la canción se le llamó Fear en el videojuego, su nombre real es Mind Killer.